# Joseph A.A. Burnquist
Joseph Alfred Arner Burnquist, född 21 juli 1879 i Dayton i Iowa, död 12 januari 1961 i Minneapolis i Minnesota, var en amerikansk republikansk politiker. Han var Minnesotas viceguvernör 1913–1915, guvernör 1915–1921 och delstatens justitieminister 1939–1955.

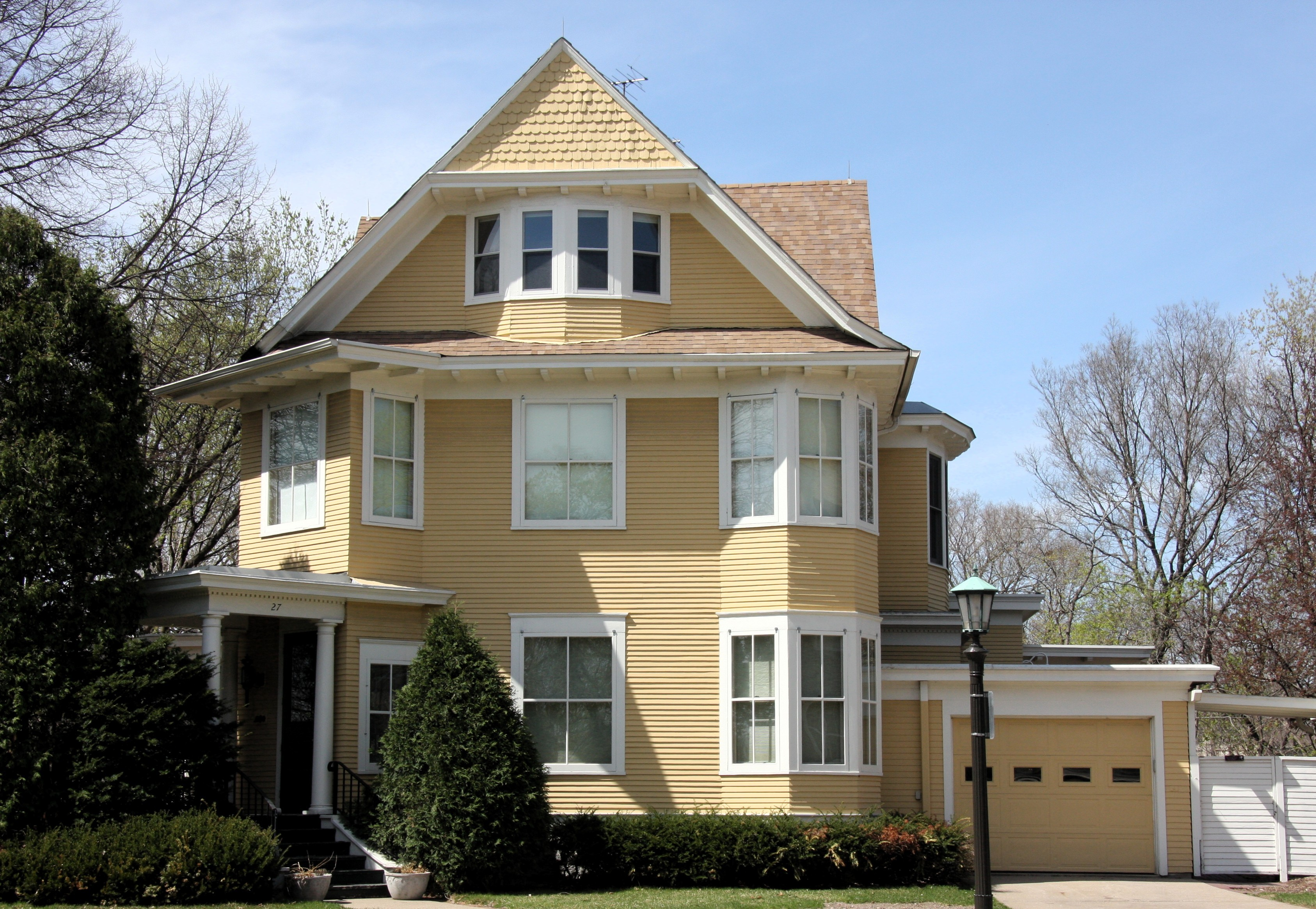
Burnquist hus

Burnquist var av svensk härstamning.
Burnquist studerade vid Carleton College, Columbia University och University of Minnesota. Han verkade som praktiserade advokat i Saint Paul och Minneapolis. Han var ledamot av Minnesotas representanthus 1909–1911.
Burnquist efterträdde 1913 Sam Y. Gordon som Minnesotas viceguvernör. Guvernör Winfield Scott Hammond avled 1915 i ämbetet och efterträddes av Burnquist. Han efterträddes sedan 1921 som guvernör av J.A.O. Preus.
Burnquist efterträdde 1939 William S. Ervin som Minnesotas justitieminister och efterträddes 1955 av Miles Lord.
Burnquist avled 1961 och gravsattes på Lakewood Cemetery i Minneapolis. Han var av svensk härkomst.